# Спаринг

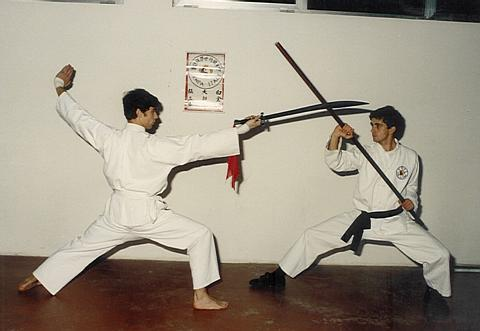
Спаринг

Спа́ринг — тренувальний поєдинок у бойових мистецтвах (у тому числі й у спортивних змаганнях).
Найчастіше спаринги проходять між представниками однієї школи й слугують додатковим елементом (у багатьох школах єдиноборств — обов'язковим елементом) тренувального процесу. У спарингу бійці вчаться використовувати свої бойові навички в умовах, близьких до умов рингу чи вулиці.